# Molophilus tentator
Molophilus tentator är en tvåvingeart som beskrevs av Alexander 1947. Molophilus tentator ingår i släktet Molophilus och familjen småharkrankar. Inga underarter finns listade i Catalogue of Life.